# Gnamptodon abnormis
Gnamptodon abnormis är en stekelart som först beskrevs av Sergey A. Belokobylskij 1987.  Gnamptodon abnormis ingår i släktet Gnamptodon och familjen bracksteklar. Inga underarter finns listade i Catalogue of Life.